# Nicola Acocella
Nicola Acocella, né à Calitri en Italie, le 3 juillet 1939, est un économiste de l’Académie italienne, professeur émérite de politique économique depuis 2014,.

## Carrière académique
« Le professeur Nicola Acocella a présenté un exposé éclairant et stimulant sur les fondements de la politique économique. »
(Amartya Sen, The Foundation of Economic Policy. Values and Techniques, Cambridge University Press, 1998).
En 1963, Nicola Acocella est diplômé en économie à l’université de Rome « La Sapienza » avec une thèse portant sur “les intervalles de temps dans l’action de la politique économique” sous la supervision de Federico Caffè.
En 1980, il devient professeur et se forge une réputation grâce à sa contribution holistique à la systématisation et au développement de la politique économique.
Il a également introduit des innovations remarquables dans la théorie de la politique économique, la politique monétaire et fiscale ainsi que la théorie des pactes sociaux. Il a enseigné l’économie à l’université de Pérouse ; il a été professeur d’organisation industrielle et de politique économique à l’université de Calabre ainsi que professeur de politique économique à l’université Sapienza de Rome. Par ailleurs, il a également été chef du département d’économie de l’université de Calabre ; responsable du programme d’études supérieures en économie ainsi que membre de la Commission de recherche à l’université de Rome « La Sapienza ».
Au cours de sa carrière, Nicola Acocella a eu l’opportunité de rencontrer et de collaborer avec les plus importants économistes du vingtième siècle à l’image de Kenneth Arrow, Amartya Sen, Joseph Stiglitz et d’autres professeurs éminents comme Paul De Grauwe, Alexis Jacquemin, Adrian Pagan, Luigi. L. Pasinetti,
Douglas Hibbs, Andrew Hallett, Peter J. Hammond. Cela dans le cadre de ses visites universitaires notamment à l'université de Cambridge, d’Oxford, de Toronto, de Harvard, de Reading et de Stanford ; mais aussi au sein de grandes institutions telles que l'Union européenne et des Nations unies.

## Recherches et contributions
Nicola Acocella a développé son expertise dans plusieurs domaines de recherche. Il a été le précurseur en Italie des études sur les multinationales et la mondialisation. Parmi ses nombreuses contributions dans le domaine, nous pouvons notamment citer une version dynamique de la théorie de la formation des prix dans l'oligopole d'exclusion formulée par Joe S. Bain, Paolo Sylos Labini et Franco Modigliani,.
Il a également contribué à la théorie des pactes sociaux. Dans la foulée des travaux d'Ezio Tarantelli, il s'est intéressé au néocorporatisme, examinant les conséquences macroéconomiques des pactes sociaux, leurs effets pour les parties prenantes, la faible faisabilité des pactes eux-mêmes en l'absence d'un échange économique ou politique, la nécessité d'un pacte pour accroître la dynamique de la productivité en Italie ainsi que la substituabilité du néocorporatisme avec des institutions alternatives.
La contribution la plus innovante se situe dans le domaine de la théorie des politiques économiques et a donné lieu à la monographie rédigée avec Andrew Hughes Hallett et Giovanni Di Bartolomeo, publiée par Cambridge University Press en 2012. Nicola Acocella et ses confrères ont offert une nouvelle approche à l'analyse des conditions d’efficacité et de neutralité des politiques en montrant les limites de nombreuses propositions actuellement acceptées sur les effets des attentes rationnelles, sur l'incohérence temporelle ainsi que sur le rôle des annonces politiques. Ils ont également relevés l'existence, l'unicité ou la multiplicité de l'équilibre dans les jeux stratégiques. La théorie est également utile dans une perspective institutionnelle en tant que théorie de la résolution des conflits et du cadre institutionnel optimal.
Nicola Acocella a posé une approche systématique de la politique économique en tant que discipline autonome de la science économique en s'interrogeant sur les différents besoins pour remédier aux défaillances du marché ainsi que sur les orientations et la conception des politiques publiques.
Lorsque le lauréat du prix Nobel d'économie Amartya Sen parle d'Acocella dans sa présentation du livre "The Foundation of Economic Policy", il entend souligner l'estime dont l’économiste italien jouit à l'extérieur de son pays. Parmi ses collègues universitaires, ce dernier s'insère de plein droit dans le groupe restreint d'auteurs qui ont le plus contribué à la théorie moderne de la politique économique, qui a intégré la théorie classique.

## Activités éditoriales
De 2007 à 2009, il est rédacteur en chef de la Revue italienne des économistes et de l'Infer Journal.
Il a contribué à diverses revues italiennes et internationales, maisons d'édition et institutions internationales y compris Cambridge University Press, Canadian Journal of Economics, Journal of Macroeconomics, Journal of Public Economic Theory, Scottish Journal of Political Economy et les Nations unies.

## Autres activités
- Vice-président de la Société italienne des économistes (2016-2019).
- Membre du conseil de présidence de la Société Italienne des Économistes (2007-2009).
- Évaluateur de projets de recherche financés par la Commission européenne (7 programme-cadre), 2008, 2010, 2012.
- Membre de nombreuses commissions d'évaluation lors de concours de chaires de premier et deuxième niveaux du ministère de l'Éducation, de l'Université et de la Recherche, de 1989 à 2011.

## Publications

### Monographies en langue anglaise
- N. Acocella, « The foundations of economic policy. Values and techniques », Cambridge University Press, Cambridge, p. 519, traduit en chinois, polonais, croate, 1998.
- N. Acocella, « Economic policy in the age of globalisation », Cambridge University Press, Cambridge, p. 509, 2005.
- N. Acocella et R. Leoni, « Social pacts, employment and growth: a reappraisal of Ezio Tarantelli’s thought », Springer Verlag, Heidelberg,  (ISBN 978-37-908-1915-1), 2007.
- N. Acocella, G. Di Bartolomeo et A. Hughes Hallett, « The theory of economic policy in a strategic context », Cambridge University Press, Cambridge,  (ISBN 978-11-070-2386-4), 2013.
- N. Acocella, G. Di Bartolomeo et A. Hughes Hallett, « Macroeconomic paradigms and economic policy. From the Great Depression to the Great Recession », Cambridge University Press, Cambridge,  (ISBN 978-11-071-1772-3), 2016.
- N. Acocella, « Rediscovering Economic Policy as a Discipline », Cambridge University Press, Cambridge,  (ISBN 978-11-085-5670-5), 2018.
- N. Acocella, « The European Monetary Union: Europe at the Crossroads », Cambridge University Press, Cambridge,  (ISBN 978-11-088-4087-3), 2020.

### Articles principaux en langue anglais
- N. Acocella, « Trade and direct investment within the EC: The impact of strategic considerations », dans J. Cantwell (sous la dir. de), Multinational investment in modern Europe, E. Elgar, Cheltenham, 1992.
- N. Acocella et G. Ciccarone, « Trade unions, non neutrality and stagflation », dans  Public Choice, 91(2): 161-178, 1997.
- N. Acocella et G. Di Bartolomeo, « Tinbergen and Theil meet Nash: controllability in policy games », dans Economics Letters, 90(2): 213-18, 2006.
- N. Acocella, « Distributive issues in the provision and use of global public goods », dans Studi economici, 88(1): 23-42, 2006.
- N. Acocella, G. Di Bartolomeo et P. Tirelli, « Monetary conservatism and fiscal coordination in a monetary union », dans Economics Letters, 94(1): 56–63, 2007.
- N. Acocella, G. Di Bartolomeo, « Is corporatism feasible? », dans Metroeconomica, 58(2): 340–59, 2007.
- N. Acocella, G. Di Bartolomeo et P. Tirelli, « Fiscal leadership and coordination in the EMU », dans Open Economies Review, 18(3): 281–9, 2007.
- N. Acocella, G. Di Bartolomeo et A. Hughes Hallett, « Dynamic controllability with overlapping targets: or why target independence may not be good for you », dans Macroeconomic Dynamics, 11(2): 202–13, 2007.
- N. Acocella, G. Di Bartolomeo et D.A. Hibbs, « Labor market regimes and the effects of monetary policy », dans Journal of Macroeconomics, 30: 134–56, 2008.
- N. Acocella, G. Di Bartolomeo et P. Tirelli, « The macroeconomics of social pacts », dans Journal of Economic Behavior & Organization, 72(1): 202–13, 2009.
- N. Acocella, G. Di Bartolomeo et P.G. Piacquadio, « Conflict of interest, (implicit) coalitions and Nash policy games », dans Economics Letters, 105(3): 303-05, 2009.
- N. Acocella, G. Di Bartolomeo et A. Hughes Hallett, « Policy games, policy neutrality and Tinbergen controllability under rational expectations », dans Journal of Macroeconomics, 32(1): 55–67, 2010.
- N. Acocella, G. Di Bartolomeo et A. Hughes Hallett, « Tinbergen controllability and n-player LQ-games », dans Economics Letters, 113(1): 32–4, 2011.
- N. Acocella, « The deflationary bias of exit strategies in the EMU countries », dans Review of economic conditions in Italy, 2–3: 471–93, 2011.
- N. Acocella et G. Di Bartolomeo, « The cost of social pacts », dans Bulletin of Economic Research, (DOI 10.1111/j.1467-8586.2011.00405.x), 2011.
- N. Acocella, G. Di Bartolomeo et A. Hughes Hallett, « A general theory of controllability and expectations anchoring for small-open economies », dans Journal of International Money and Finance, 31(2): 397–411, 2012.
- N. Acocella, G. Di Bartolomeo et A. Hughes Hallett, « Expectations dynamics: policy, announcements and limits to dynamic inconsistency », dans Studies in Nonlinear Dynamics & Econometrics, (DOI 10.1515/1558-3708), April, 2012.
- N. Acocella, G. Di Bartolomeo et A. Hughes Hallett, « Central banks and economic policy after the crisis: what have we learned? », ch. 5 dans H.K. Baker et L.A. Riddick (sous la dir. de), Survey of International Finance, Oxford University Press, 2012.
- N. Acocella, G. Di Bartolomeo et P. Tirelli, « Inflation targets and endogenous markups in a New Keynesian model », dans Journal of Macroeconomics, 34(2): 391–403, 2012.
- N. Acocella, G. Di Bartolomeo, A. Hughes Hallett et P.G. Piacquadio, « Announcement wars as an equilibrium selection device », Oxford Economic Papers, 66(1): 325-347, 2014.
- N. Acocella, G. Di Bartolomeo et P. Tirelli, « Trend inflation, the labor market wedge, and the non-vertical Phillips curve », dans Journal of Policy Modeling, 36(6): 1022-1035, 2014.
- N. Acocella, G. Di Bartolomeo et P. Tirelli, « The comeback of inflation as an optimal public finance tool », dans International Journal of Central Banking, 11(1): 43-70, 2015.
- N. Acocella, « Rise and decline of economic policy as an autonomous discipline: A critical survey », dans Journal of Economic Surveys, 31(3) (DOI 10.1111/joes.12168), 2017.
- N. Acocella, et A. Hughes Hallett, « Stabilization and expanded commitment: A theory of forward guidance for economies with rational expectations » dans Macroeconomic Dynamics, Cambridge.org, [2017].
- N. Acocella, « How to reform the EU and EMU », dans Economia Internazionale/International Economics, 73(3), 325-350, 2020.